# Chiesa filippina indipendente
La Chiesa filippina indipendente (in tagalog e spagnolo: Iglesia Filipina Independiente) fu fondata nel 1902 con a capo Gregorio Aglipay, ragion per cui è anche detta Chiesa aglipayana.
Dal 1960 è in piena comunione con la Chiesa episcopale degli Stati Uniti d'America, e per suo tramite con l'intera Comunione anglicana, e dal 1965 con i Vecchi cattolici dell'Unione di Utrecht. Oggi la Chiesa filippina indipendente è la terza maggior denominazione cristiana nelle Filippine dopo la Chiesa cattolica e la Iglesia ni Cristo, con membri in tutte le Filippine e grandi congregazioni anche negli Stati Uniti e in alcune parti dell'Asia. Il nucleo originario dei fedeli proviene dal nord dell'isola di Luzon, in particolare dalla regione di Ilocandia (patria di Aglipay). Attualmente la Chiesa è suddivisa in 10 diocesi, compresa una diocesi per Stati Uniti e Canada. Tuttavia, a causa dello scarso numero di sacerdoti, molte parrocchie statunitensi sono senza prete.
L'attuale obispo maximo è il vescovo Godofredo David, che risiede a Manila.

## Nascita del nazionalismo
Alla fine del XIX secolo emerse il nazionalismo filippino, il quale precedette le lotte delle altre nazioni colonizzate in Asia come l'India britannica e l'Indocina francese, e la lotta per l'indipendenza fece strada alla rivoluzione. Nello stesso periodo le nazioni latinoamericane stavano ottenendo l'indipendenza dalla Spagna. In seguito all'esecuzione di importanti chierici di etnia filippina come fra José Burgos per mano delle autorità reali spagnole, le riforme ecclesiastiche divennero un aspetto del movimento indipendentista filippino.

## La Chiesa coloniale
Mentre molti frati spagnoli protestavano per abusi da parte del governo e dell'esercito spagnolo, altri frati commettevano abusi. Molti filippini si arrabbiarono quando i frati spagnoli bloccarono l'ascesa del clero filippino nella gerarchia cattolica. Ci furono anche casi molto noti di abusi sessuali compiuti da preti nei confronti di donne. Anak ni Padre Dámaso ("figlio di Padre Dámaso", con allusione ad un personaggio di un romanzo di Rizal) è divenuto un cliché o uno stereotipo per riferirsi a un figlio illegittimo, specialmente quello di un prete. Si dice che la morte di fra José Burgos, fra Zamora, e fra Gomez abbia indirettamente alimentato la rivoluzione filippina e abbia avuto un profondo effetto su José Rizal.

## Frammentazioni e stato odierno
Dopo aver guadagnato molti adepti nei suoi primi anni grazie alle sue radici nazionaliste, il numero di aderenti alla Chiesa aglipayana calò per via di scissioni interne e dispute dottrinali. Alcune fazioni, inclini a riforme più radicalmente criptoprotestanti, aderirono formalmente ad altre denominazioni come la Chiesa episcopale e the American Unitarians.
Oggi la Chiesa filippina indipendente è in piena comunione con le Chiese vetero-cattoliche e con la Comunione anglicana. Gli aglipayani sono circa 1.000.000, in particolare nella regione di Ilocos. Sono circa l'1% della popolazione totale delle Filippine, mentre l'83% della popolazione sono membri della Chiesa cattolica.
Gran parte dei membri della Chiesa, come i fondatori Aglipay e De Los Reyes, sono attivisti, spesso implicati in gruppi progressisti.
Nel 2002 i vescovi Aglipayan registrarono la loro obiezione alla presenza delle truppe delle Forze Speciali USA nelle Filippine.

## Primati
Al primate della Chiesa indipendente filippina spetta il titolo di "obispo maximo"
1. Gregorio Aglipay y Labayan (1902 - 1940)
2. Santiago Antonio Fonacier (1940 - 1946)
3. Gerardo Bayaca 1946
4. Isabelo de los Reyes (1946 - 1971)
5. Macario Ga (1971 - 1981)
6. Abdias de la Cruz (1981 - 1987)
7. Soliman Ganno (1987 - 1989)
8. Tito Pasco (1989 - 1993)
9. Alberto Ramento (1993 - 1999)
10. Tomas Millamena (1999 - 2005)
11. Godofredo David y Juico  (2005 - 2011)
12. Ephraim Fajutagana y Servanez (2011-2017)
13. Rhee Timbang y Millena (2017-2023)
14. Joel Porlares y Ocop (2023-)

## Chiese in piena comunione

### Chiese vetero-cattoliche
- Unione di Utrecht

### Comunione anglicana
- Chiesa episcopale degli Stati Uniti d'America
- Chiesa della Provincia delle Indie Occidentali
- Chiesa della Provincia dell'Africa centrale
- Chiesa della Provincia dell'Africa occidentale
- Chiesa della Provincia dell'Africa orientale
- Chiesa dell'India settentrionale
- Nippon Sei Ko Kai
- Chiesa d'Irlanda
- Chiesa lusitana
- Chiesa d'Inghilterra
- Chiesa episcopale scozzese
- Chiesa anglicana del Canada
- Chiesa anglicana d'Australia
- Chiesa di Uganda, Ruanda e Burundi
- Chiesa spagnola riformata episcopale
- Chiesa della Provincia del Sudafrica
- Chiesa della Provincia di Nuova Zelanda
- Chiesa di Melanesia
- Chiesa episcopale in Brasile
- Chiesa episcopale nelle Filippine

In virtù del concordato con le Chiese anglicane, la Chiesa filippina indipendente ha il privilegio di inviare delegati al Consiglio delle Chiese dell'Asia Orientale organizzato dalle Province anglicane in Asia orientale nel 1962.  Dal 1964 i vescovi della Chiesa filippina indipendente sono anche membri regolari della Conferenza di Lambeth.

### Altre Chiese
- Chiesa evangelica luterana di Svezia